# Lista siturilor arheologice din județul Covasna - D
Lista siturilor arheologice din județul Covasna - D conține toate siturile arheologice din județul Covasna înscrise în Repertoriul Arheologic Național (RAN) și aflate în localități al căror nume începe cu litera D. RAN este administrat de Ministerul Culturii și Patrimoniului Național și cuprinde date științifice, cartografice, topografice, imagini și planuri, precum și orice alte informații privitoare la zonele cu potențial arheologic, studiate sau nu, încă existente sau dispărute.
Puteți căuta un sit din localitățile care încep cu litera D folosind formularul de mai jos sau puteți naviga prin toate siturile din județ la Lista siturilor arheologice din județul Covasna.
| Cod RAN                                  | Denumire | Localitate                               | Adresă         | Datare                         | Descoperit | Coordonate | Imagine           | Erori            |
| ---------------------------------------- | --- | ---------------------------------------- | -------------- | ------------------------------ | ---------- | ---------- | ----------------- | ---------------- |
| 64069.01.01 (Cod LMI: CV-I-m-B-13059.02) | Situl arheologic de la Doboșeni / ansamblu Așezare Cucuteni-Ariușd (Categorie: locuire civilă) (Tip: Așezare)                                     | sat Doboșeni, comuna Brăduț              | Coada Dealului | Cucuteni - Ariușd              |            |            | Încărcați imagine | Raportați eroare |
| 64069.01.02 (Cod LMI: CV-I-m-B-13059.01) | Situl arheologic de la Doboșeni / ansamblu Cuptoare de redus minereul de fier (Categorie: locuire civilă) (Tip: Cuptor de redus minereul)         | sat Doboșeni, comuna Brăduț              | Coada Dealului | geto-dacică sec. III-II î.Hr.  |            |            | Încărcați imagine | Raportați eroare |
| 64069.01.02 (Cod LMI: CV-I-m-B-13059.01) | Situl arheologic de la Doboșeni / ansamblu Cuptoare de redus minereul de fier / complex anonim (Categorie: locuire civilă) (Tip: cuptor)          | sat Doboșeni, comuna Brăduț              | Coada Dealului | geto-dacică sec. II-II î.Chr.  |            |            | Încărcați imagine | Raportați eroare |
| 64069.01.03 (Cod LMI: CV-I-s-B-13059)    | Situl arheologic de la Doboșeni / ansamblu Morminte (Categorie: locuire civilă) (Tip: Necropolă)                                                  | sat Doboșeni, comuna Brăduț              | Coada Dealului | Cucuteni - Ariușd              |            |            | Încărcați imagine | Raportați eroare |
| 63964.01.01                              | Necropola de incinerație de la Dobolii de Sus / ansamblu anonim (Categorie: descoperire funerară) (Tip: Necropolă de incinerație)                 | sat Dobolii de Sus, comuna Boroșneu Mare |                |                                |            |            | Încărcați imagine | Raportați eroare |
| 64069.03.01                              | Mormăntul geto-dacic de la Doboșeni - "Garatfarka" / ansamblu anonim (Categorie: descoperire funerară) (Tip: Mormânt)                             | sat Doboșeni, comuna Brăduț              | Garatfarka     | geto-dacică sec. III-II î.Chr. |            |            | Încărcați imagine | Raportați eroare |
| 64069.04.01                              | Capela romanică de la Doboșeni / ansamblu anonim (Categorie: structură de cult/religioasă) (Tip: Capelă romanică)                                 | sat Doboșeni, comuna Brăduț              |                | sec. XII-XIII                  |            |            | Încărcați imagine | Raportați eroare |
| 64443.01.01                              | Așezarea Cucuteni și depozitul de brozuri de la Dobolii de Jos - "Baci" / ansamblu anonim (Categorie: depozit/tezaur) (Tip: Depozit)              | sat Dobolii de Jos, comuna Ilieni        | Baci           |                                |            |            | Încărcați imagine | Raportați eroare |
| 64443.01.02                              | Așezarea Cucuteni și depozitul de brozuri de la Dobolii de Jos - "Baci" / ansamblu anonim (Categorie: depozit/tezaur) (Tip: Așezare)              | sat Dobolii de Jos, comuna Ilieni        | Baci           | Cucuteni - Ariușd              |            |            | Încărcați imagine | Raportați eroare |
| 64443.02                                 | Akinakes-ul de la Dobolii de Jos (Categorie: descoperire izolată) (Tip: obiect izolat)                                                            | sat Dobolii de Jos, comuna Ilieni        |                | sec.VI î.Chr.                  |            |            | Încărcați imagine | Raportați eroare |
| 64443.03.01                              | Necropola hallstattiană de la Dobolii de Jos - "Mândra" / ansamblu anonim (Categorie: descoperire funerară) (Tip: Necropolă plană de incinerație) | sat Dobolii de Jos, comuna Ilieni        | Mândra         |                                |            |            | Încărcați imagine | Raportați eroare |
| 64586.01.01                              | Situl arheologic de la Dalnic - "Tanorok" / ansamblu anonim (Categorie: locuire civilă) (Tip: Așezare)                                            | sat Dalnic, comuna Dalnic                | Tanorok        | Cucuteni - Ariușd              |            |            | Încărcați imagine | Raportați eroare |
| 64586.01.02                              | Situl arheologic de la Dalnic - "Tanorok" / ansamblu anonim (Categorie: locuire civilă) (Tip: Așezare)                                            | sat Dalnic, comuna Dalnic                | Tanorok        |                                |            |            | Încărcați imagine | Raportați eroare |
| 64586.01.03                              | Situl arheologic de la Dalnic - "Tanorok" / ansamblu anonim (Categorie: locuire civilă) (Tip: Așezare)                                            | sat Dalnic, comuna Dalnic                | Tanorok        | geto-dacică                    |            |            | Încărcați imagine | Raportați eroare |
| 64586.02                                 | Descoperirile preistorice de la Dalnic - "Kanta" (Categorie: așezare) (Tip: așezare)                                                              | sat Dalnic, comuna Dalnic                | Kanta          |                                |            |            | Încărcați imagine | Raportați eroare |
| 64586.02.01                              | Descoperirile preistorice de la Dalnic - "Kanta" / ansamblu anonim (Categorie: așezare) (Tip: Așezare)                                            | sat Dalnic, comuna Dalnic                | Kanta          |                                |            |            | Încărcați imagine | Raportați eroare |
| 64586.03.01                              | Descoperirile din epoca bronzului de la Dalnic - "Poiana Apei" / ansamblu anonim (Categorie: locuire) (Tip: Locuire)                              | sat Dalnic, comuna Dalnic                | Poiana Apei    |                                |            |            | Încărcați imagine | Raportați eroare |
| 64586.04.01                              | Așezarea geto-dacică de la Dalnic - "Valea Mică / ansamblu anonim (Categorie: locuire civilă) (Tip: Așezare)                                      | sat Dalnic, comuna Dalnic                | Valea Mică     | geto-dacică                    |            |            | Încărcați imagine | Raportați eroare |
| 64586.04.02                              | Așezarea geto-dacică de la Dalnic - "Valea Mică / ansamblu anonim (Categorie: locuire civilă) (Tip: Așezare)                                      | sat Dalnic, comuna Dalnic                | Valea Mică     | Sântana de Mureș - Cerneahov   |            |            | Încărcați imagine | Raportați eroare |
| 64586.05                                 | Descoperirile scitice de la Dalnic (Categorie: descoperire izolată) (Tip: obiect izolat)                                                          | sat Dalnic, comuna Dalnic                |                |                                |            |            | Încărcați imagine | Raportați eroare |